# Der Mann, der keinen Mord beging
Der Mann, der keinen Mord beging ist eine deutsche Mini-Serie, die im September 1968 im Vorabendprogramm des WDR-Regionalfernsehens gesendet wurde. Die Vorlage ist der gleichlautende Roman von Alexander Spoerl und beschreibt einen Kriminalfall im Berlin der 30er Jahre.

## Handlung
Ein von einem Hausdach herabfallender Hammer tötet den Juwelier Felix König. Alle vorbeigehenden Passanten halten den Mann für betrunken. Ebenso der arbeitslose  Bauingenieur Paul Wunderland, Bewohner einer Laubenkolonie. Paul setzt den Leblosen in eine Toreinfahrt und versucht mittels der Inhalte der Brieftasche die Identität des Mannes herauszufinden. In der Brieftasche findet Paul sehr viel Geld.
Erschreckt bemerkt er, dass der Mann tot ist und flieht überhastet in die Kneipe "Bei Barbara". Da er die Besitzerin sehr gut kennt, erzählt Paul ihr von dem eben Erlebten.
Trotz deren Warnungen kehrt Paul an den Ort des Geschehens zurück. Dort hat man nicht nur die Leiche, sondern auch das Fehlen der Brieftasche bemerkt. Den Worten der Umstehenden entnimmt Paul, dass der Dieb der Brieftasche auch der Mörder sein müsse. Jetzt wagt er nicht mehr, sich zu melden und macht sich davon.
Am nächsten Morgen bekommt er eine Stelle als Plakatkleber angeboten. Bei der ersten Litfaßsäule stellt Paul fest, dass er die Fahndungsplakate nach dem Mörder von Felix König aushängen muss und übergibt den Job seinem Freund Egon. Nun will Paul die Brieftasche per Post der Polizei zukommen lassen. Da die Sendung nicht ausreichend frankiert ist, erhält Paul in Anwesenheit seiner neuen Bekanntschaft Marion die Brieftasche zurück. Als dann auch noch Egon die übriggebliebenen Fahndungsplakate bringt, hält auch sie ihn für einen Mörder.
Der nächste Plan von Paul ist, die Brieftasche beim Fundbüro abzugeben. Auf dem Weg dorthin möchte er dem vermeintlich blinden „Leisen Lulli“ helfen. Bei diesem handelt es sich jedoch um einen Taschendieb, der ihm die Brieftasche aus der Jacke stiehlt. Während Paul nichts davon merkt, wird die Tat von einem Kriminalbeamten sofort durchschaut. Als dieser dann noch die Brieftasche mit den Initialen F. K. bei dem Gauner findet, folgt sofort die Verhaftung. Marion hört die Durchsage von der Aufklärung des Falls und glaubt nun, man hätte Paul verhaftet. Sie eilt zum Polizeirevier, um Paul ein Alibi für die fragliche Nacht zu geben. Als Marion dort dem Leisen Lulli gegenübergestellt wird, ist sie erst verwirrt, aber dann doch sehr erleichtert.
Marion sucht Paul an seiner neuen Arbeitsstelle auf, um ihm von der neuen Entwicklung zu berichten. Sie ist aber auch der Meinung, der Leise Lulli darf auf keinen Fall unschuldig zum Tode verurteilt werden. Bei einer Bootsfahrt erklärt Paul Marion wahrheitswidrig, dass er den Fall bei der Polizei aufgeklärt habe. Doch da liest sie in der Zeitung, dass die Verhandlung gegen Lulli für heute angesetzt worden ist. Ärgerlich steigt sie aus, entschlossen, endlich etwas zu unternehmen. Auch Paul sieht jetzt ein, dass er nicht länger schweigen darf.
Inzwischen hat die Verhandlung gegen den Leisen Lulli begonnen. Der Verteidiger versucht, auf die Harmlosigkeit seines Mandanten und auf die Unfähigkeit Lullis zu einer solchen Gewalttat zu verweisen. Es sieht jetzt auch so aus, als ob Lullis Anwalt das Gericht von seiner Unschuld überzeugen könnte. Als das Plädoyer des Rechtsanwalts beendet ist, stürmt Paul in den Zuschauerraum, Lulli erkennt in ihm den Mann, von dem er die Brieftasche gestohlen hat und stürzt sich auf ihn. Paul flieht, ohne ausgesagt zu haben. Wenig später hört Paul in Barbaras Bar, dass Lulli zum Tode verurteilt worden ist.
Lulli ist am Ende, ein Gnadengesuch wird abgelehnt. Paul und Marion treffen sich inzwischen in der Laube. Paul sagt, er könne sich unmöglich stellen, da er dann zum Tode verurteilt würde. Marion sagt, sie werde ihn anzeigen und geht zur Polizei. Wenig später folgt Paul ihr. Marion hat dort schon alles erzählt, nur mit dem Unterschied, dass sie statt Pauls ihren Namen angibt. Um den Staatsanwalt versammeln sich jetzt Paul, der Leise Lulli und Marion, und endlich wird die Geschichte aufgeklärt, weil Paul erzählt, dass er den Toten erst vom Bürgersteig in den Torweg geschleppt hat und der Staatsanwalt lässt sich überzeugen. Als der Leise Lulli entlassen wird, erwarten ihn Paul und Marion vor dem Gefängnis. Der Leise Lulli möchte von den beiden nichts mehr wissen, Paul und Marion beschließen hingegen eine gemeinsame Zukunft.

## Hintergrund
Regie führte der Krimi-Routinier Hans Quest (u. a.: Das Halstuch, Sonderdezernat K1, Pater Brown).
Die ersten drei Teile liefen vom 11. September bis zum 13. September (Mittwoch bis Freitag), die nächsten vier Teile in der darauffolgenden Woche von Montag bis Donnerstag.
Die Erstauflage des Romans erschien unter dem Titel „Ich habe nichts damit zu tun“.